# Song Bingdi
Song Bingdi (zijn persoonlijke naam was Zhao Bing) (1271 - 1279) was de laatste keizer van de Chinese Song-dynastie (960-1279). Hij regeerde van 1278 tot 1279 dus als kind nadat zijn ouder broertje Song Duanzong die keizer was aan ziekte overleden was nadat hij uit de boot in het water gevallen was. De premier Lu Xiufu greep Song Bongdi vast en sprong met hem in zee toen de Slag bij Yamen verloren was. Dit betekende het einde van de dynastie.
Noordelijke Song: Taizu · Taizong · Zhenzong · Renzong · Yingzong · Shenzong · Zhezong · Huizong · Qinzong

Zuidelijke Song: Gaozong · Xiaozong · Guangzong · Ningzong · Lizong · Duzong · Gongdi · Duanzong · Bingdi